# Estación de Carranza
Carranza (según Adif y en euskera Karrantza) es una estación ferroviaria próxima la localidad cabecera de Valle de Villaverde (Cantabria), próxima a la localidad de Ambasaguas. Forma parte de la red de vía estrecha operada por Renfe Operadora a través de su división comercial Renfe Cercanías AM. Cuenta con servicios regionales (línea R-3f de Santander a Bilbao) y de cercanías (línea R-3b a Bilbao)

## Situación ferroviaria
La estación forma parte de las siguientes líneas férreas:
- Pk. 599,7 de la línea de ferrocarril de vía estrecha que une Ferrol con Bilbao, en su sección de Orejo a Traslaviña,[5] tomando Ferrol como punto de partida, lo que explica el elevado kilometraje. Este kilometraje es el que predomina en la señalización.
- Pk. 49,476 de la línea de ferrocarril de vía estrecha de Bilbao a Santander, en su sección de Traslaviña a Orejo,[3] tomando Bilbao como punto de partida.

El tramo es de vía única en ancho métrico y está electrificado. La estación se encuentra a 137 metros de altitud. Se corresponde con la línea 08-780 - Santander-Bilbao La Concordia de la Red Ferroviaria de Interés General de España, administrada por el ente público Adif.

## Historia
Los orígenes de la línea están en la Compañía del Ferrocarril de Santander a Solares, cuya línea fue abierta a la explotación el 3 de marzo de 1892 en ancho ibérico entre las citadas poblaciones. En 1893 se constituyó la Compañía del Ferrocarril de Zalla a Solares, como paso previo a su integración en 1894 en la Compañía del Ferrocarril de Santander a Bilbao.  Posteriormente, Orejo (Santander) fue la estación seleccionada en la línea para la conexión con el tramo de enlace de 78 km de longitud en ancho métrico con el Ferrocarril del Cadagua, también de ancho métrico. Esta conexión a la que pertenece Carranza permitiría la conexión ferroviaria entre Santander y Bilbao. Comenzado por la Compañía del Ferrocarril de Zalla a Solares, fue concluida por la Compañía de los Ferrocarriles de Santander a Bilbao, empresa constituida el 1 de julio de 1893, por fusión de las tres compañías (Santander-Solares, Zalla-Solares y Cadagua).
Finalmente, el 6 de junio de 1896 quedó establecida la conexión desde Zalla con Santander, si bien los viajes directos entre ambas capitales de provincia sólo pudieron llevarse a cabo hasta unos días después, cuando se culminó el cambio de ancho ibérico a métrico entre Santander y Solares la noche del 19 al 20 de junio de 1896. El 6 de julio de 1896 fue inaugurada oficialmente la línea entre Santander y Bilbao. Ya en 1912 coexistían tanto la estación como el apeadero del Balneario de Carranza (pk. 50), clasificado como de 2ª categoría.
La estación fue pionera en la utilización de teléfonos portátiles, como lo demuestra la siguiente publicación de la Gaceta de los Caminos de Hierro, en 1907:

Después de los excelentes resultados obtenidos en las pruebas verificadas en el ferrocarril de Santander con unos modernísimos teléfonos portátiles de alta voz, [sic] que durante varios días han funcionado entre las oficinas de la Dirección y las estaciones de Carranza y Santander, así como en distintos puntos de la línea, en campo libre y á 60 y más kilómetros de distancia, ha adquirido la Empresa seis aparatos para los trenes de viajeros, y se propone adquirir otros para los de mercancías, á fin de que todos los trenes cuenten con ellos. 
Con estos aparatos cualquier empleado de servicio en el tren y con sólo tirar un hilo sobre el de la red telegráfica ó telefónica de la vía, en cualquier punto de ésta podrá comunicarse con las estaciones, bien para pedir auxilio en caso de accidente ó para prevenir riesgos en el recorrido. 
Los citados aparatos sistemas «Mixand Gestues» son el último invento y lo más perfeccionado, dejando oír la voz cuando se habla hasta doce metros de distancia del aparato. 

Gaceta de los Caminos de Hierro, núm 2 655.

El 1 de enero de 1914 la estación se adhirió al servicio internacional de paquetes postales, estando habilitada para recibir o expedir directamente paquetes postales en las relaciones con todos los países adscritos al mencionado servicio. El servicio se prestaba a domicilio.
Estallada la Guerra Civil y desde el año 1936 hasta la caída de Bilbao, el 19 de junio de 1937, las instalaciones pasaron a ser gestionada por los Ferrocarriles de Euzkadi, manteniéndose el servicio durante la contienda sin interrupciones significativas. Hay que destacar que esta línea no pasó a manos de RENFE en 1941 por no ser de ancho ibérico (1668 mm). En 1945, la empresa Dolomitas del Norte S.A. instaló un cargadero. Éste se dedicará en adelante a la obtención de material refractario básico para los hornos metalúrgicos de la industria vizcaína, a partir de la dolomía. El 1 de agosto de 1962 el Estado, mediante en el ente Explotación de Ferrocarriles por el Estado (EFE) asume la explotación de las líneas de la Compañía de los Ferrocarriles de Santander a Bilbao, siendo transferida la misma a FEVE a partir de 1965.
FEVE resolvió en 1975 establecer el enlace de las líneas Bilbao-León y Bilbao-Santander en la estación de Aranguren, en lugar de la de Iráuregui, volviendo a la situación anterior a 1911. Esto permitiría ahorrar tiempo en los trasbordos hacia Valmaseda desde la estación de Carranza.
El 1 de enero de 2013, se disolvió la empresa FEVE en un intento del gobierno por unificar vía ancha y estrecha, encomendándose la titularidad de las instalaciones ferroviarias a Adif y la explotación de los servicios ferroviarios a Renfe Operadora, distinguiéndose la división comercial de Renfe Cercanías AM para los servicios de pasajeros y de Renfe Mercancías para los servicios de mercancías.

## La estación
Pertenece a las estaciones originales de la línea, siendo su diseño de Valentín Gorbeña Ayagarragaray. Las antiguas instalaciones de Dolomitas del Norte se hallan anexas a la estación, estando reconvertidas en la actualidad en museo, punto de información turística y zona de estacionamiento de autocaravanas. El edificio de viajeros presenta disposición lateral a la vía, estando situado a la derecha de las mismas en kilometraje ascendente. Frente al andén lateral discurre la vía principal. El andén central da acceso a dos vías derivadas. Por último, y sin acceso a andenes, se sitúan las tres vías en toperas conectadas por el costado de Santander, pertenecientes al antiguo cargadero.
El tramo dispone de Bloqueo Automático en Vía Única (BAU) con Control de Tráfico Centralizado (CTC).

## Servicios ferroviarios

### Cercanías
La línea R3b conecta Carranza con el núcleo de Bilbao. Tras la pandemia, este servicio se redujo a un único servicio matinal en días laborables desde Carranza hasta Bilbao, sin trenes de vuelta. Es objeto de críticas frecuentes debido a retrasos y reducciones constantes de horarios.
| procedencia/destino | < estación            | Línea | estación > | destino/procedencia |
| ------------------- | --------------------- | ----- | ---------- | ------------------- |
| Bilbao La Concordia | Villaverde de Trucios |       | Terminal   | Terminal            |

### Regionales
Los trenes regionales que realizan el recorrido Santander - Bilbao (línea R-3f) tienen parada en esta estación. La frecuencia es de trenes diarios por sentido, existiendo un servicio matinal adicional en días laborables desde Carranza hasta Bilbao. Los servicios ferroviarios en la relación Bilbao-Santander, para los trayectos regionales, se prestan exclusivamente con composiciones diésel de la serie 2700
| Línea | Origen/Destino | Paradas intermedias | Destino/Origen   |
| --- | -------------- | --- | ---------------- |
| | Santander      | Valdecilla-La Marga · Nueva Montaña · Valle Real · Maliaño-La Vidriera · Astillero · La Cantábrica* · San Salvador* · Heras · Orejo · Puente Agüero · Villaverde de Pontones · Hoz de Anero · Beranga · Gama · Cicero · Treto · Limpias · Marrón · Udalla · Gibaja · Carranza · Villaverde Trucios · Arcentales ·Traslaviña · Mimetiz · Aranguren · Sodupe · Zaramillo · Iráuregui · Zorroza-Zorrozgoiti · Basurto Hospital · Amézola | Bilbao Concordia |
| * En los apeaderos de La Cantábrica y San Salvador sólo efectúan parada los servicios de la línea R3a Santander - Marrón. |                | |                  |